# Usseira
Usseira est une freguesia portugaise du district de Leiria située dans la sous-région de l’Ouest.
Avec une superficie de 7,12 km2 et une population de 918 habitants (2001), la paroisse possède une densité de 128,9 hab/km2.